# Hokuto Nakamura
Hokuto Nakamura (Nagasaki, 10 juli 1985) is een Japans voetballer.

## Carrière
Hokuto Nakamura speelde tussen 2004 en 2008 voor Avispa Fukuoka. Hij tekende in 2009 bij FC Tokyo.